# メガラ・ヒュブラエア
メガラ・ヒュブラエア（古代ギリシア語: τὰ Μέγαρα, 英: Megara Hyblaea）は、シケリア（シチリア）東岸にあった古代都市で、現在のシラクーザ県アウグスタの近く、シラクサの北北東20キロメートルの距離にある。少なくとも3つ（もしかすると5つ）のシケリアの都市がヒュブラの名前で呼ばれていたために混乱があり、時には区別が非常に困難な場合もある。

## 歴史
メガラ・ヒュブラエアがメガラを母都市とするギリシアの殖民都市であることは疑いない。都市の建設に関してはトゥキディデス（紀元前460年頃 - 紀元前395年）の記述がある。ラミスという人物の指導の下、メガラからの移住者はレオンティノイ（現在のレンティーニ、紀元前729年頃、ナクソスを母都市としてカルキス人が建設）建設と同じ頃、パンタギアス川の河口のトロティロン（Latin: Trotilus、現在のシラクーザ県ブルコリ)に到着した。そこからレオンティノイに移り、カルキス人と共に暮らしていたが、すぐに追放されたために自身の街をシュラクサイから13キロメートル程北にあるタプソス半島（ギリシア語: Θάψος、Latin: Thapsus、現在のマグニシ半島)に建設した。しかしラミスの死後にそこを放棄し、先住民であるシケル人の指導者であるヒュブロンの示唆に従い、後にヒュブラエアン・メガラと呼ばれる土地に殖民都市を建設することとなった。スミムヌス（en、- 紀元前185年頃）は別の説を唱えており、カルキス人がナクソスを建設したのと、メガラ人がヒュブラエアを建設したのはほぼ同時期で、いずれも紀元前734年のシュラクサイ建設より早かった。ストラボン（紀元前63年頃 - 23年頃）もこの説を採用しており、シュラクサイより早く、ナクソスの建設（紀元前735年）と同時期にメガラ・ヒュブラエアが建設されたとしている。二つの説を融合させるのは不可能であるが、トゥキディデスの説の信頼性が高いと思われる。彼の説に従うと、メガラ・ヒュブラエアの建設は紀元前726年頃になる。ミラー教授の古代の文献を精査によると、その建設時期は紀元前758年（エウセビオス（263年ごろ - 339年）の『教会誌』）から紀元前728年（トゥキディデスを基に推定）となっている。初期の歴史に関してはほとんど不明であるが、繁栄を謳歌していたように思われる。建設から約100年後（紀元前628年頃）、シケリアの反対側の南西岸にメガラ・ヒュブラレアを母都市としてセリヌスが建設され、セリヌスはメガラ・ヒュブラエアよりもさらに繁栄することとなる。
その後紀元前483年頃にシュラクサイのゲロンに破壊されるまで、メガラ・ヒュブラエアに関する記録はない。ゲロンは長期間街の包囲を続け、ついにメガラ・ヒュブラエアは降伏した。にもかかわらず、ゲロンは住民を奴隷として売り、その利益でシュラクサイの貴族をさらに富ませた。市を追放された人物の中には喜劇作家のエピカルモスがいた。彼はメガラ・ヒュブラエア生まれではないが、そこで教育を受けていた。トゥキディデスによると、この事件は都市の建設から245年後のことであったとしており、市が立って逆算すると紀元前483年となる。メガラ・ヒュブラエアがその後独立した都市として再建されなかったことは確かである。トゥキディデスは彼の時代にはメガラ・ヒュブラエアの地域はシュラクサイに占領されており都市としては存在していないと述べているが、アテナイのシケリア遠征（紀元前415年 - 紀元前413年）の際には、アテナイの将軍ラマコスが自分の艦隊の基地として使うことを提案している。しかしこの提案は受け入れられず、翌年春にはシュラクサイがここを再占領した。
この時から、メガラもしくはメガリスという名前の街が度々登場するが、これをメガラ・ヒュブラエアと区別するのは出来ないようであり、おそらくは同一の都市だと思われる。このメガラの場所はアラバス川（現在のカンテラ川）の河口であることは、ほぼ特定されている。しかし、初代メガラ・ヒュブラエアはこの近く、現在のアウグスタ市の半島にあったと推定するに十分な理由がある。ここの港はシュラクサイのそれと同程度の規模があり、半島はシュラクサイのオルティジャ島と同様の防御上の利点があるため、古代においてこの場所が全く無視されていたと考えるのは難しい。この立地条件のため、ラマコスは弟の将軍に対して、旧メガラ・ヒュブラエアの土地を占領するように促した。

## 考古学

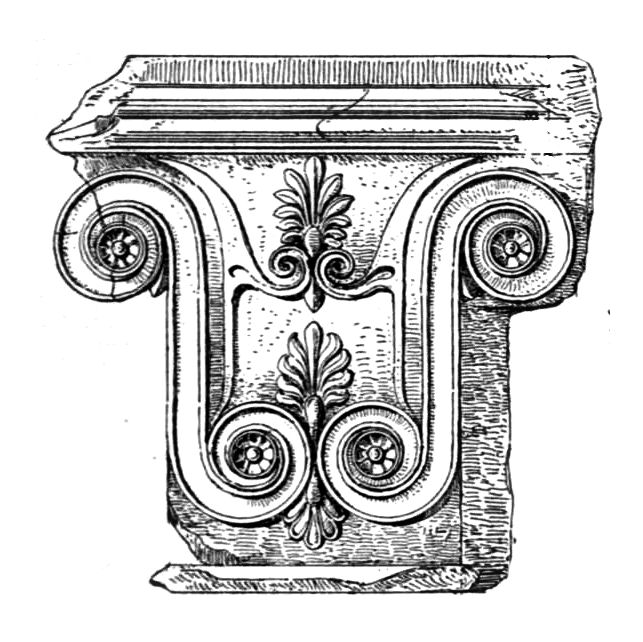
メガラ・ヒュブラエアで発見された付柱の柱頭。紀元前5世紀

街の発掘は1891年から開始され、西側の城壁の北側の一部が発見された。城壁の一部は洪水防止の堤防としても機能していた。フィリップ・クルーヴァー（en、1580年 – 1622年）の時代には城壁はもっと明確だったようである。巨大なネクロポリスからは約1,500の墓室と神殿の奉納物が発見されている。港は町の北側にあった。紀元前7世紀中ごろ、街は正式な計画に従って整備された。柱廊を持ったアゴラが街の北側と東側にあった。これは現在知られている最初期のアゴラの一つである。

## 参考資料
- この記事にはアメリカ合衆国内で著作権が消滅した次の百科事典本文を含む: Chisholm, Hugh, ed. (1911). "Megara Hyblaea". Encyclopædia Britannica (英語). Vol. 18 (11th ed.). Cambridge University Press.
- この記事には現在パブリックドメインである次の出版物からのテキストが含まれている: Smith, William, ed. (1854–1857). Dictionary of Greek and Roman Geography. London: John Murray. {{cite encyclopedia}}: |title=は必須です。 (説明)